# Aubarède
Aubarède ist eine französische Gemeinde mit 286 Einwohnern (Stand 1. Januar 2022) im Département Hautes-Pyrénées in der Region Okzitanien (vor 2016: Midi-Pyrénées). Sie gehört zum Arrondissement Tarbes und zum Kanton Les Coteaux.
Die Einwohner werden Aubaredeois und Aubaredeoises genannt.

## Geographie
Aubarède liegt circa 14 Kilometer ostnordöstlich von Tarbes in dessen Einzugsbereich (Aire urbaine) in der historischen Grafschaft Bigorre.
Umgeben wird Aubarède von den vier Nachbargemeinden:
|         | Chelle-Debat                                |     |
| Cabanac | Kompassrose, die auf Nachbargemeinden zeigt | Mun |
|         | Peyriguère                                  |     |

Aubarède liegt im Einzugsgebiet des Flusses Adour am rechten Ufer des Arros, einer seiner Nebenflüsse, der gleichzeitig die natürliche Grenze zur westlichen Nachbargemeinde Cabanac bildet. Der Seignac, der Ruisseau de Larrevezi und der Ruisseau des Oustaus sind Nebenflüsse des Arros. Sie entspringen auf dem Gebiet der Gemeinde und durchqueren es in westlicher oder nordwestlicher Richtung.

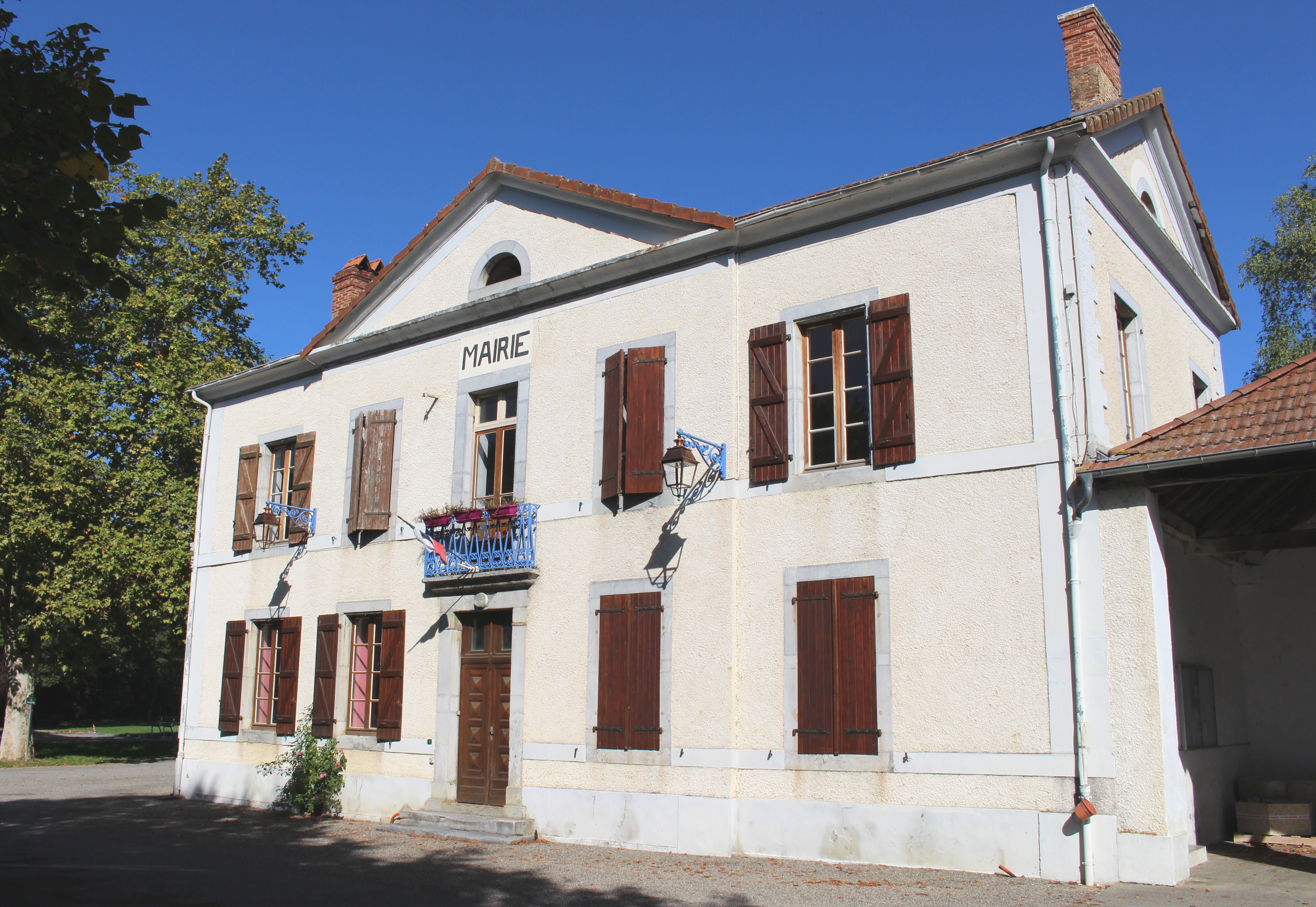
Bürgermeisteramt (Mairie) von Aubarède

## Toponymie
Der okzitanische Name der Gemeinde heißt Avereda. Er leitet sich vom gascognischen averan (deutsch Haselnussstrauch) mit dem Suffix -etam ab.
Toponyme und Erwähnungen von Aubarède waren:
- Auerada (12. Jahrhundert, Kopialbuch der Grafschaft Bigorre),
- Aueraeda (1313, Kopialbuch der Grafschaft Bigorre und Steuerliste Debita regi Navarre),
- Averaheda und Aberahede (1283, Prozess im Bigorre),
- Avereda (1369, Larcher, Castelbajac),
- Aueraeda (1429, Zensus der Grafschaft Bigorre),
- Averede (1614, Guillaume Mauran),
- Aubarede (1750, Karte von Cassini),
- Aubazede (1793, Notice Communale),
- Aubarede (1801, Bulletin des lois).[4][5][6]

## Einwohnerentwicklung

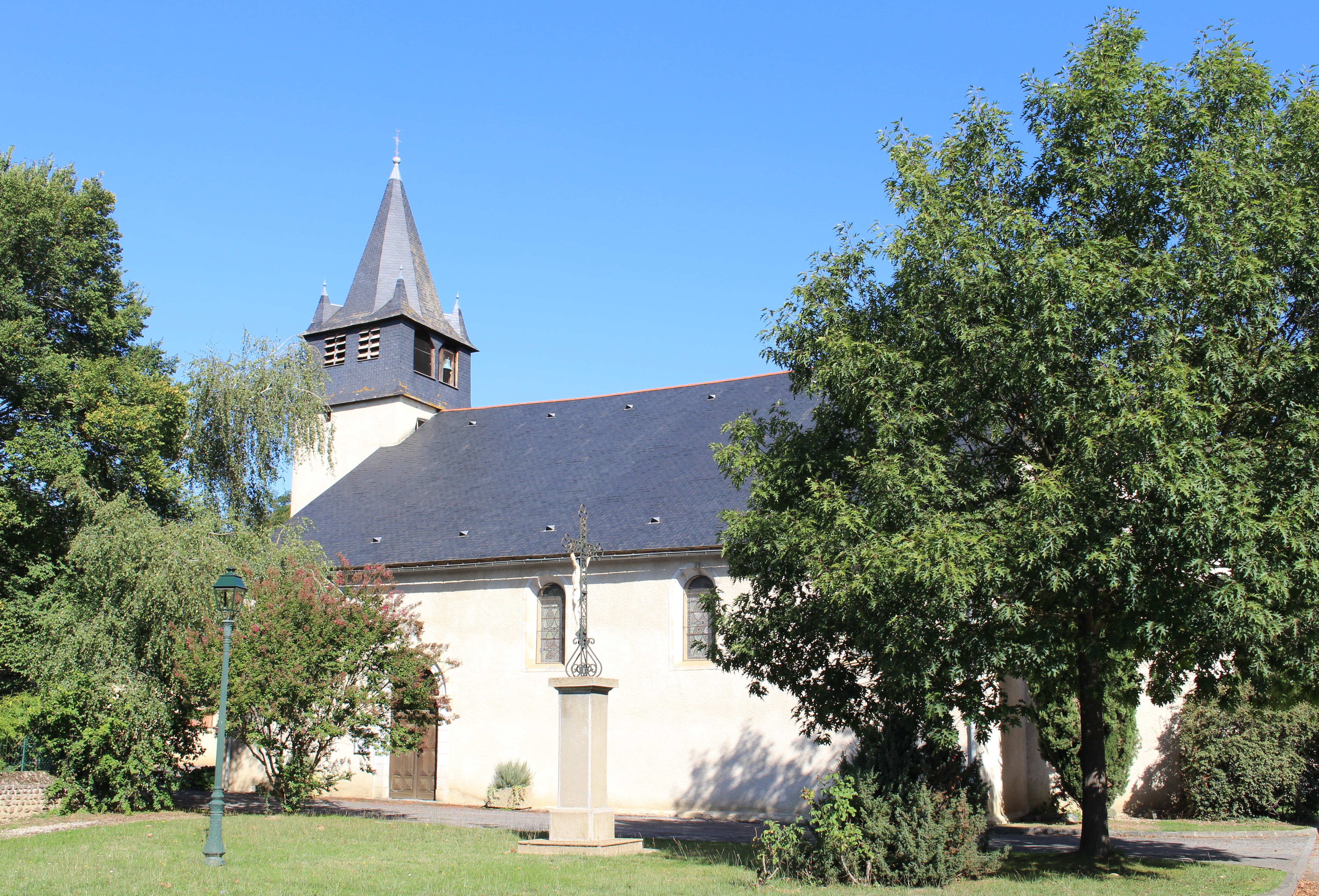
Pfarrkirche Saint-Martin

Nach Beginn der Aufzeichnungen stieg die Einwohnerzahl bis zur ersten Hälfte des 19. Jahrhunderts auf einen Höchststand von rund 585. In der Folgezeit sank die Größe der Gemeinde bei kurzen Erholungsphasen bis zu den 1980er Jahren auf rund 160 Einwohner, bevor eine Wachstumsphase einsetzte, die bis heute anhält.
| Jahr      | 1962 | 1968 | 1975 | 1982 | 1990 | 1999 | 2006 | 2011 | 2022 |
| --------- | ---- | ---- | ---- | ---- | ---- | ---- | ---- | ---- | ---- |
| Einwohner | 183  | 185  | 168  | 159  | 196  | 223  | 238  | 265  | 286  |

## Sehenswürdigkeiten
- Pfarrkirche Saint-Martin

## Wirtschaft und Infrastruktur

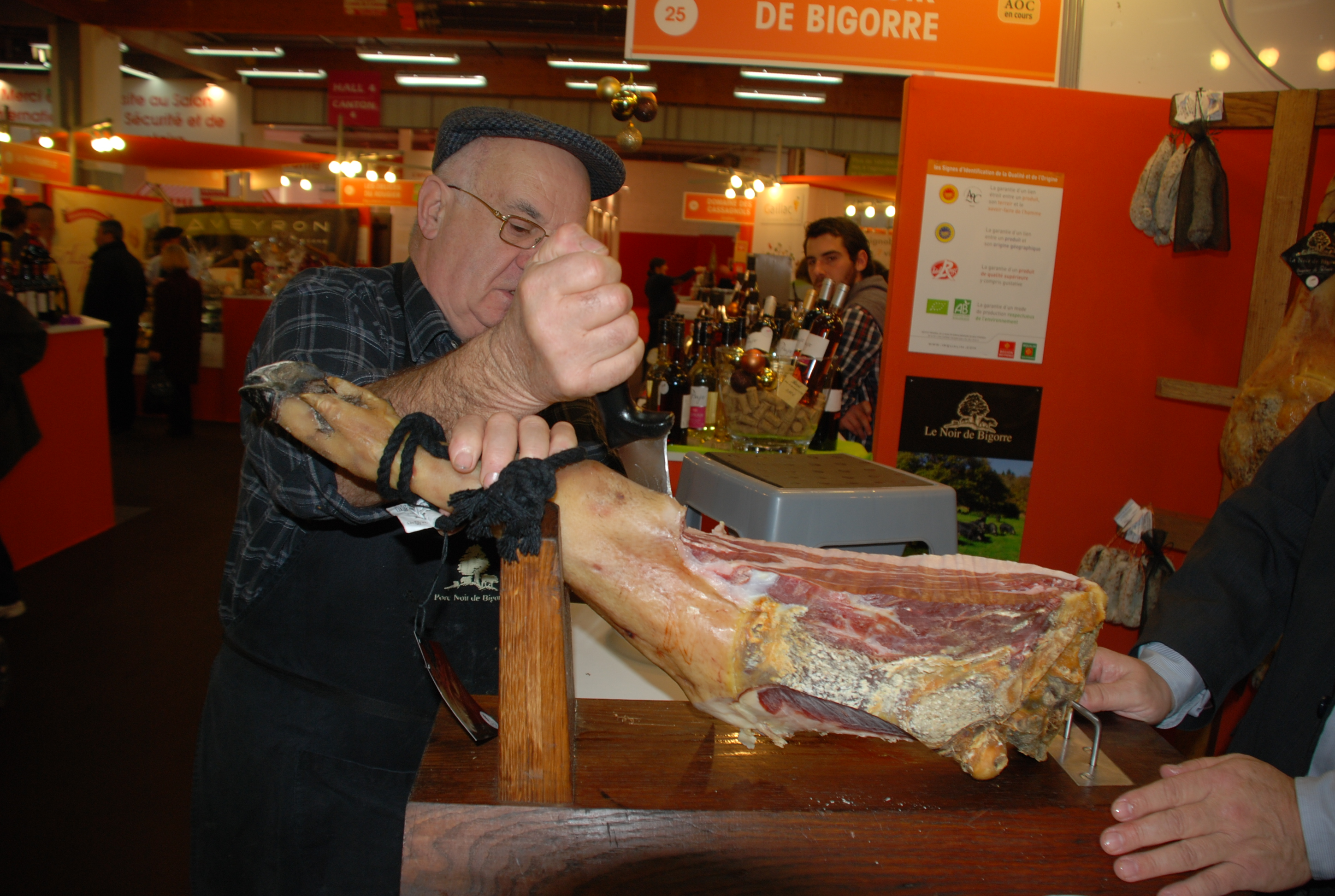
Noir de Bigorre-Schinken

Aubarède liegt in den Zonen AOC der Schweinerasse Porc noir de Bigorre und des Schinkens Jambon noir de Bigorre.

### Verkehr
Aubarède ist erreichbar über die Routes départementales 1 und 20.